# Calcicola sericea
Calcicola sericea är en tvåhjärtbladig växtart som först beskrevs av Franz Josef Niedenzu, och fick sitt nu gällande namn av W.R.Anderson och C.Davis. Calcicola sericea ingår i släktet Calcicola och familjen Malpighiaceae. Inga underarter finns listade i Catalogue of Life.